# Atilio Lombardo
Atilio Lombardo Nolle (Montevideo, 31 de julio de 1902 - 21 de junio de 1984) fue un profesor, horticultor y destacado botánico uruguayo.

## Biografía
Atilio Lombardo dedicó su vida a la investigación científica sobre las plantas, especialmente a la taxonomía. Adquirió sus conocimientos del reino vegetal tempranamente en la Escuela de Jardinería Profesor Julio E. Muñoz, en la cual se graduó en 1919. Básicamente autodidacta, investigador incansable, sin haber realizado una carrera universitaria llegó a ser Profesor Emérito de la Facultad de Agronomía de la Universidad de la República, Adjunto Grado 3 en la Cátedra de Botánica y profesor Agregado Grado 4 de la Cátedra de Dendrología.
Desde 1941 hasta 1973, fue director del Museo y Jardín Botánico de Montevideo. Su trabajo ha tenido una gran proyección en la Botánica de Uruguay. Organizó las colecciones de especies vivas del museo, así como una parte sustancial de su herbario.
Sus trabajos de investigación, así como las actividades de enseñanza y divulgación han sido una contribución muy importante para el entrenamiento de las nuevas generaciones de botánicos uruguayos.
En homenaje a su memoria, el Museo y Jardín Botánico de Montevideo y su Herbario llevan su nombre. Se adoptó como ícono identificatorio en el logotipo del mismo la flor del ceibo blanco, descubierta y descrita por Lombardo como Erythrina crista–galli var. leucochlora Lombardo: arbusto pequeño con flores blancas que se encuentra en pantanales y bordes de cursos de agua, endemismo de Uruguay.

## Publicaciones
Produjo un gran número de escritos que publicó en revistas nacionales e internacionales, así como varios libros que demuestran su excelencia como botánico y su maestría y precisión en el dibujo de las plantas.

### Libros
- atilio Lombardo. 1979a. Los árboles cultivados en los paseos públicos. 2ª edición de Intendencia Municipal de Montevideo, 282 pp.

- ------------------------. 1979b. Los arbustos y arbustillos de los paseos públicos. 2ª edición de Intendencia Municipal de Montevideo, 306 pp.

- ------------------------, rosario Pou Ferrari. 1970. Sistemática. Editor Universidad de la República, Facultad de Agronomía, 156 pp.

- ------------------------. 1970. Las plantas acuáticas y las plantas florales. Editor Dirección de Paseos Públicos, 293 pp.

- ------------------------. 1969. Árboles y arbustos. Volumen 27 de Colección Nuestra Tierra. Editor "Nuestra Tierra,", 72 pp.

- ------------------------. 1964. Flora arbórea y arborescente del Uruguay: con clave para determinar las especies. N.º 6 de Publicación extra: Museo Nacional de Historia Natural, Montevideo, Uruguay. 2ª edición de Concejo Departamental de Montevideo (Uruguay), 151 pp.

- ------------------------. 1954. Inventario de las plantas cultivadas en Montevideo. Editor Intendencia Municipal de Montevideo, Dirección de Paseos Públicos, 267 pp.

- matías González García, atilio Lombardo, Aída j. Vallarino. 1940. Plantas de la medicina vulgar del Uruguay: obra del más alto mérito científico, analítico y descriptivo, en la relación y aplicación de las plantas medicinales indígenas y exóticas cultivadas en el país. Editor Tall. Gráf. 141 pp.

## Honores
- Sillón «Delmira Agustini» en la Academia Nacional de Letras, elegido el 26 de abril de 1984. Falleció el 21 de junio de ese año, sin llegar a ocuparlo.[2]
- Museo y Jardín Botánico Profesor Atilio Lombardo en Montevideo.

### Epónimos
- (Amaranthaceae) Amaranthus lombardoi Hunz.[3]
- La abreviatura «Lombardo» se emplea para indicar a Atilio Lombardo como autoridad en la descripción y clasificación científica de los vegetales.[4]